# ハグルマ
ハグルマ株式会社は､和歌山県紀の川市に本社を置く、ウスターソースやケチャップ、ドレッシングなどの調味料の製造販売をおこなう日本の食品メーカーである。

## 概要
1969年（昭和44年）5月、「羽車ソース」の製造販売元であった羽車ソース株式会社と「三ツ矢ソース」の製造販売元であった三ツ矢ソース株式会社の2社が生産合理化のため、関西食品株式会社として設立される。
「羽車ソース」、「三ツ矢ソース」共に販売領域は関西中心であるため、全国的知名度は低いものの、関西では旧国鉄（現・JR西日本）の各路線を中心に数多くのホーロー看板が貼られていたことや、南海電鉄の駅ベンチに広告を出していた事もあり、根強い知名度を持つ。近年では関西以外の地域でも、業務スーパーなどの店で同社の製品が流通されていることもある。
「羽車（はぐるま）」と呼ばれる車輪から羽根（翼）が生えたデザインのかつての南海電鉄と似た社章を採用しているが、明治末期に親交のあった、南海鉄道（当時）の社長の勧めで採用したものである。ただし資本関係はなく、また社章の真ん中は大八車の車輪となっている。ハグルマブランドの他に「三ツ矢ソース」も同社のブランドであるが、三ツ矢サイダーおよび同商品の販売元であるアサヒ飲料、その親会社アサヒグループホールディングスとも無関係である。

## 沿革
- 1894年（明治27年）2月：大阪府大阪市西区新町通4丁目に越後屋産業（後の三ツ矢ソース株式会社）創業。
- 1934年（昭和9年）4月：大阪府大阪市浪速区西円手町に羽車食品工業株式会社（後の羽車ソース株式会社）設立。
- 1969年（昭和44年）5月：大阪府堺市浜寺石津町中2丁200に羽車ソース株式会社の販売部門として関西食品株式会社を設立、生産合理化の為三ツ矢ソース株式会社の製造販売一切を継承する。
- 1972年（昭和47年）
  - 1月：和歌山県那賀郡打田町（現・紀の川市）にトマト加工工場を建設（トマトピューレー・トマトケチャップ）製造に着手。和歌山県一円にて生トマト契約栽培にも着手。
  - 8月：資本金600万円に増資。
  - 10月：本社を堺市より和歌山工場所在地に移籍。（現所在地）
- 1973年（昭和48年）3月：資本金を2,000万円に増資。工場を増設し、農産加工（オニオンピューレー・トマトピューレー等）に着手。
- 1976年（昭和51年）
  - 1月：工場を増設しソース類、焼肉のたれ等の製造を開始する。
  - 3月：羽車ソース株式会社と合併し、資本金3,200万円になる。
- 1989年（平成元年）9月：本社事務所、研究室を増設。
- 1990年（平成2年）
  - 4月：資本金を4,800万円に増資。
  - 10月：本社工場を増設。
- 2002年（平成14年）4月：関西食品株式会社がハグルマ株式会社と社名変更する。
- 2004年（平成16年）2月：北倉庫増設。
- 2006年（平成18年）1月：南倉庫増設。
- 2009年（平成21年）1月：桃山第2工業団地取得。
- 2011年（平成23年）2月：桃山工場増設。

## 主な製品
- 羽車ソース
- 三ツ矢ソース
- ハグルマトマトケチャップ
- ハグルマお好みソース
- ハグルマ焼そばソース
- ハグルマ串かつソース
- ハグルマ焼肉のたれ
- ハグルマぽん酢
- ハグルマドレッシング 他

## その他
同社のドメイン名は「haguruma.co.jp」ではなく、「k-haguruma.co.jp」となっているが、これは大阪府堺市に本社を置くハグルマ封筒が先にドメインを登録したことによるものである。